# Dôme A
Le Dôme A, aussi appelé Dôme Argus, est un dôme de glace de l'Antarctique, situé à 1 200 km à l'intérieur du continent. Il est connu pour être probablement l'endroit où il fait naturellement le plus froid au monde, un relevé de −93,2 °C a été calculé par télédétection avec le satellite Landsat 8 à proximité de cet endroit le 10 août 2010,, mais ce record ne peut cependant pas être homologué puisque non mesuré sur place. C'est également la plus haute montagne de glace en Antarctique, avec un dôme culminant à 4 093 m d'altitude, approximativement à mi-chemin entre la tête du glacier Lambert et le pôle Sud. Le nom de Dôme Argus a été donné par le Scott Polar Research Institute en référence à la mythologie grecque. En effet, Argus construisit le navire avec lequel Jason et les Argonautes voyagèrent.
La Chine y a établi en janvier 2008 un observatoire astronomique automatisé, PLATO (PLATeau Observatory).